# محمود السيد (شاعر)
محمود السيّد (1935-2010)، شاعر سوري من أبرز أعماله مونادا دمشق. ترأس ملحق الثورة الثقافي 1976-1977 ومجلة ألف للكتابة الجديدة عام 1991-1992

## حياته[1][2]
عاش السيّد طفولته في مدينة مصياف، ودرس الإعدادية في مدينة اللاذقية ثم انتقل إلى دمشق ليحصل فيها على الثانوية وليلتحق بعدها بكلية الحقوق في جامعتها عام 1956، ولكنه سيذهب بعد عامين ليؤدي الخدمة الإلزامية.
في العام 1960 بدأ عمله في الصحافة في جريدة الوحدة الدمشقية، حينها يفصل السيّد من عمله إثر وقوع الانفصال بين سورية ومصر في العام التالي، ولكنه سيتابع العمل الصحفي من خلال مجلة «ليلى» في عهد الانفصال، ومع استيلاء البعثيين على السلطة في سورية، ومصادرتهم للحياة الصحفية الخاصة، سيلتحق السيّد بجريدة «الثورة» التي سيخوض فيها الكثير من التجارب التي أوصلته لأن يصبح رئيساً لتحريرها لمدة عام كامل سيبادر بعده إلى تقديم استقالته من منصبه، وليعمل فيها محرراً ومخرجاً صحفياً.
في العام 1976 أشرف السيّد فنياً على ملحق الثورة الثقافي الذي استمر لمدة سنتين، وكان من كتّابه كبار مثقفي سورية والعالم العربي، وفي الوقت نفسه قان فيها بتدريس طلاب الصحافة في جامعة دمشق مادة الإخراج الصحفي.
وفي العام 1989 قدم استقالته من عمله، ولكنه سرعان ما عاد إلى الحياة العملية من بوابة العمل مع جيل الكتاب السوريين الشباب في مجلة «ألف» التي أصدرها الناشر سبحان السواح، وترأس السيّد تحريرها في العام 1990.

## مجلةألف
ومن موقع المبدع صاحب الرؤية الملهمة للجيل الجديد الذي يبحث عن تفجير متن النص جاء السيّد رئيساً لتحرير مجلة ألف لحرية الكشف الإنسان والكتابة، ولعل مطالعة صفحات أعداد المجلة الاثنين والعشرين توضح وبجلاء ملمس رؤيته الشخصية وروحه فيها، فقد قامت المجلة تحت لواء التغيير في نمطية الكتابة السائدة متعللة باسمها ألف المستوحى من نص النفري الشهير.
وقد وضح للقارئ الذي تداول بين يديه العدد الأول لهذه المطبوعة أنه أمام نمط جديد من الإصدارات الأدبية، فبينما لم يكن ثمة في سورية سوى المطبوعات الضادرة عن وزارة الثقافة أو اتحاد الكتاب العرب، والتي كانت قد رسخت لنفسها هويات بصرية مستقرة غير جذابة، جاءت ألف لتشتغل ضمن مساحة الفراغ الكبيرة، وليجد كتّابها الشباب في التشكيل الفني الذي اشتغل عليه السيّد مع عدد من الفنانين من أصحاب الرؤى المغايرة، مساندة هامة لنصوصهم التي كانت تبحث عمّن يضعها في موضع التداول للوصول إلى القرّاء.
من عدد إلى آخر، ووحده لوغو المجلة كان ثابتاً في شكله وليس في موقعه، وإذا كان لنا أن نبحث عن محمود السيّد في هذا المختبر فإننا لا بد سنعثر عليه ضمن هذا المبنى الإجمالي للتجربة حيث يمكن للفوضى البصرية المصنوعة كفعل إبداعي أن تثبت خطاب المجلة الذاهب باتجاه صفحات ما بعد حداثية يمكن لكل العناصر المختلفة أن تتجاور فيها، وأن يتم تخليق التنوع من روح هذا الإختلاف.
في الوقت ذاته تجعلنا قراءة النص الذي نشره السيّد في المجلة (سهر الورد، أو تجلّيات السهروردي في الورد والدم) نشتبك مع رغبته في إنتاج نص بصري أكثر منه لغوياً، فالنص ينسدل أمام القارئ وفق متن وهامش وحين يتم النظر إلى الصفحتين المقابلتين، يصبح لدى القارئ متن واحد بهامشين وبما يحسس القارئ الذي يدخل تجربة الشاعر للمرة الأولى أنه يدخل معه في متاهة بسيطة الشكل ولكنها هائلة التكوين من حيث ترتيب الجمل والكلمات والحروف.
كل شيء في ذلك التكوين له وظيفته وله دعوته وانطباعه لدى القارئ حتى أن النص/المتن يتحول ذات لحظة إلى نهر تهدر فيه تداعيات الجسد والروح في قاع غنوصي يحاول مجاراة فيوضات الشخصية - السهروردي التي وقّدت فكرنه.

## منجزه الشعري[3][4][5][6][7]
في كتابه الأول «مركبة الرغوة» الصادر عام 1967 وتحت عنوان «اعتراف»: «فوق بابي بومة، حرباء/أفعى وكناري.. / لوحة خط عليها: كل عاري أنني من دون عار».
ورغم الطاقة الكبيرة والرغبة بالتجديد الشعري في ديوانه «مزامير ديك الجن» الصادر عام 1978، إلا أن السيّد كان قد نشر على صفحات مجلة «المعرفة» في عام 1973 الأقنومين الأولين من كتابه الأشهر «مونادا دمشق» الذي صدر كاملاً عام 1978، وليشكل هذا الكتاب انعطافة خلاقة في مسار الكتابة الشعرية النثرية لدى جيل شعري كامل، تعاطى مع نص محمود السيّد على أنه إلهام يعيد للذات البشرية الاعتبار (كلمة "Monad"، وتعني الوحدة أو الجوهر الفرد، بحسب فلسفة الألماني ليبنتز).
بعد أن استغرقتها نصوص السائد الغارقة باليومي، والأسطوري، ففي فسحات هذه القصيدة تموج الروح البشرية بانسجام كامل مع الكلمات، لتذهب إلى أقصى دفقات الطاقة التي يعطيها الحب للإنسان بين ضفتي المرأة والرجل "أيتها الأنثى يا ذاتاً في ذاتي، أنا البحر (وربان الغرائز) أطلبك فكوني.. مونادا: "لأكن الملوحة وطعم التربة على لسان الشتاء، ولتكن أنت سيدي الذي أتلوح بسيفه، وأنضج تحت إبطه. أنت وحدك ابحث. عما يستيقظ بي، جواباً بحيرات المرأة. هل المرأة كسفينة إلا لك؟! أيها المونادا الرجل".
وعبر تجربتين عمليتين وإبداعيتين في آنٍ معاً قدم السيّد إرثاً بصرياً هاماً، اتسق مع مسعاه لأن يخرج باللغة الشعرية نحو تصور مختلف عن السائد، فالأولى وهي تجربته البصرية الثرية حين كان مشرفاً فنياً وعضواً في عيئة تحرير ملحق الثورة الثقافي.
والثانية هي تجربته في مجلة ألف للكتابة الجديدة، وإذا كان للشاعر أن يجمل صنيعه قي صياغة الصورة الشعرية المبنية على مجازاته، وعلى فيضه الداخلي، بالتوازي مع عمل الفنان الذي يقوم بإخراج النص وفق صورة بصرية في الكتاب أو الجريدة أو المجلة، فإن محمود السيّد وقد جمع في تجربته الحالين معاً، يبدو نموذجاً مختلفاً لشخصية الشاعر ولشخصية المخرج الفني.
وبين أوراق هذه المجلة وضع محمود السيّد جزءاً كبيراً من إصداراته اللاحقة ككتابي "تتويج العشب: القصيد الثاني من كتاب "التتويج". و"سهر الورد - تجليات السهروردي في الورد والدم". اللذين صدرا عام 1998.
وكذلك بعضاً من مشروعه الشعري الذي حمل عنوان «لا: قصائد مضادة للشعر» ومنذ العام 2000 الذي أصدر فيه «كتاب العشق - إشراقية العشق الجنوبي».
تجربة السيّد في هذين المختبرين الإبداعيين، وهي تجربة تقترن فيها الكينونة الشعرية مع المهارة الحرفية مع الرؤية التشكيلية، تستحق في الحقيقة أن تدرس فنياً ومن قبل مختصين وحرفيين وضمن مساحة أوسع، وهي في المحصلة تكتسب قيمتها من ارتباطها بزمانها وتاريخ صناعتها، وإذا كان لشيء ما أن يخرج خارج إطار التزمين فإنه بالتأكيد شعرية السيّد التي تمزج بين الكلمة والصورة كملمح أساسي من ملامح الحداثة الشعريّة.
اعتزل محمود السيّد العالم في منزله، مبقياً روحه بعيدة عن المناخ العام التي كانت تعيشه سورية.
وبعد عقد كامل من هذا المنفى الذاتي في الوطن غادر السيّد الحياة عام 2010. تاركاً وراءه عدداً من المخطوطات الشعرية التي لم يتح للقارئ أن يطلع عليها.

## مؤلفاته
- مركبة الرغوة - شعر - دار رؤيا 1964.
- الجرذ والملك - مسرحية.
- مزامير ديك الجن - شعر 1979.
- مونادا دمشق - قصيدة نثرية - وزارة الثقافة 1979.
- سهر الورد - نص إبداعي - دار ألف 1998.
- تتويج العشب - نص إبداعي - دار ألف 1998.
- كتاب العشق: إشرقية العشق الجنوبي.